# Lijst van voetbalinterlands Armenië - Slovenië
Deze lijst van voetbalinterlands is een overzicht van alle officiële voetbalwedstrijden tussen de nationale teams van Armenië en Slovenië. De landen speelden tot op heden een keer tegen elkaar. De eerste ontmoeting, een vriendschappelijke wedstrijd, werd gespeeld in Ljubljana op 4 juni 2024.

## Wedstrijden
| № | Plaats    | Datum       | Competitie        | Wedstrijd          | Uitslag |
| - | --------- | ----------- | ----------------- | ------------------ | ------- |
| 1 | Ljubljana | 4 juni 2024 | Vriendschappelijk | Slovenië – Armenië | 2 – 1   |

## Samenvatting
| Competitie        | Totaal gespeeld | Winst Armenië | Gelijk | Winst Slovenië | Doelsaldo Armenië – Slovenië |
| ----------------- | --------------- | ------------- | ------ | -------------- | ---------------------------- |
| Vriendschappelijk | 1               | 0             | 0      | 1              | 1 − 2                        |
| Totaal            | 0               | 0             | 0      | 0              | 1 − 2                        |